# Valbyparken
Valbyparken er en park beliggende over to Københavnske bydele; det sydøstlige af Valby og sydvestlige af Vesterbro/Kongens Enghave (vest for Øresundsbanen). Med sit areal på 64,2 ha, er den Københavns største park; Fælledparken er ca. 59 ha. Parken ligger syd for Valby Idrætspark, vest for haveforeningen Musikbyen - og ud mod Kalvebod Strand.

## Valbyparken i dag
Et udpluk af seværdigheder i Valbyparken er Rosenhaven med sine ca. 12.000 rosenplanter over 1,5 ha i en cirkel på 140 meter i diameter. De 17 temahaver, som blev grundlagt i 1996. Den Grønne Frøpark indeholder fire søer, der blev indviet i 1995. Der går én vej ind til Valbyparken i østlig side; Hammelstrupvej fra Sydhavnssiden, der har sidevejen Tudsemindevej. Fra vest er der adgang via Gammel Køge Landevej for gående og cyklister via Parkstien.

### Seværdigheder
Seværdigheder i Valbyparken:
- Rosenhaven - anlagt i 1964-1965
- Den Grønne Frøpark, indviet i 1995
- Søen - anlagt i 1999
- Kysten - 120 meter af kysten kaldes også Valby Strand eller Valby Badestrand. Valby Badestrand blev anlagt i 2019 og gjort færdig i 2021.[6][7][2]
- Naturlegepladsen
- Trojaborgen - danselabyrint; anlagt i 1995
- Den svenske sten - placeret i parken i 1959
- Den gamle benzinstander - anbragt i 1952 og anvendt frem til starten af 1980'erne
- Poppel-alléen
- Den store ahorn
- Avnbøg
- Zelkowa
- Duetræ
- Tulipantræ
- Temahaver:
  - Frugthaven
  - Havens bund
  - Vandhaven
  - Den stedsegrønne skulpturhave
  - Den Islamiske Have
  - Demonstrationshaven
  - Skovhaven
  - Dafo-haven
  - Køkkenhaven
  - Staudehaven
  - Dahliahaven
  - Børnenes Årtusindskifte-have
  - Den fælles mindehave
  - Den sommerblomstrende have
  - Den handicapvenlige have
  - H.C. Andersens orientalske have
  - Surbundshaven

### Aktiviteter
Aktiviteter i Valbyparken:
- Legeplads
- Picniq-Valbyparkens Spiseri (tidligere Café Rosenhaven, Den Danske Kro)
- Fritløbsområde for hunde
- Festplads
- Grill
- Discgolf bane (frisbee)

### Arrangementer
Valbyparken anvendes også til større arrangementer som bl.a. Grøn Koncert og Københavns Middelaldermarked.

## Forhistorie og åbning
Parken ligger på den gamle Valby Fælled, der fra 1913 til 1937 anvendtes som losseplads. Der blev efterfølgende etableret græsplæne på det meste af arealet samt plantet buske og træer, og den nye bypark åbnede for offentligheden 1. september 1939.

## Udvikling
Efter Valbyparkens åbning i 1939, blev anden etape færdig i 1952.
I 1965 anlagdes Rosenhaven, omlagt i 1999, der er udformet som en cirkulær have med en diameter på 140 meter omkranset af klippede hække. Rosenhaven indeholder ca 12.000 roser fra mange forskellige rosenforædlere.
Umiddelbart Øst for Rosenhaven findes en urtidslund bestående af Vandgraner Metasequoia glyptostroboides flankeret af et Tempeltræ Ginkgo biloba samt to Mammuttræer (ca 20 år gamle) Sequoiadendron giganteum .
Siden 1966 har Valbyparken været fredet.
Fra 1967 - ca.1996 var der en trafiklegeplads i Valbyparken.
Efter mange år uden de store forandringer i parken, blev der i forbindelse med at København i 1996 var Kulturby etableret 17 temahaver i parken. De tre af temahaver blev siden nedlagt: Kolonihaven, Haven med Roser - og Have og Rum. Tre nye temahaver opstod: Børnenes årtusindskiftehave, Dahliahaven og Den Islamiske Have. I 1990'erne kom der også en ny skov, en poppelallé og en sø til. I 2004 blev der i den del, der hedder Frøparken, anlagt en discgolfbane til fri afbenyttelse.